# تجمع السيلات (بروم ميفع)

تعديل مصدري - تعديل

تجمع السيلات هو "تجمع بدوي" في عزلة ميفع بمديرية بروم ميفع التابعة لمحافظة حضرموت، بلغ تعداد سكانها 273 نسمة حسب تعداد اليمن لعام 2004.